# لوله تغذیه
لولهٔ تغذیه (به انگلیسی: Feeding tube) یک ابزار پزشکی است که برای تغذیه افرادی که نمی‌توانند از طریق دهان به تغذیه برسند، قادر به بلع راحت غذا نیستند یا نیاز به مکمل غذایی دارند، استفاده می شود. حالت تغذیه با لوله تغذیه گاواژ، تغذیه روده‌ای یا تغذیه لوله‌ای نیز نامیده می شود. این امر ممکن است برای درمان شرایط حاد به صورت موقتی، یا به صورت مادام العمر برای بیماری های مزمن استفاده شود. انواع لوله های تغذیه در عمل پزشکی استفاده می شود. آنها معمولاً از پلی اورتان یا سیلیکون ساخته می‌شوند. قطر لوله تغذیه بر حسب واحد فرانسوی (هر واحد فرانسوی معادل ⅓ میلی‌متر) اندازه‌گیری می‌شود. آنها بر اساس محل درج و استفاده مورد نظر طبقه‌بندی می‌شوند.

## مصارف پزشکی
در شرایط مختلفی ممکن است بیمار به لولهٔ تغذیه نیاز داشته باشد. شایع‌ترین شرایطی که لوله‌های تغذیه را ضروری می‌کند عبارتند از نارس بودن، عدم رشد (یا سوء تغذیه)، اختلالات عصبی و عصبی عضلانی، ناتوانی در بلع، ناهنجاری‌های پس از جراحی دهان و مری، سرطان، سندرم سانفیلیپو، و اختلالات گوارشی. به هر روی اگر فرد غذا یا مایعات کافی از طریق دهان دریافت نمی‌کند، با تشخیص پزشک ممکن است به لولهٔ تغذیه احتیاج داشته باشد.

### کودکان
لوله‌های تغذیه در کودکان با موفقیت عالی در شرایط مختلف، بسیار مورد استفاده قرار می‌گیرند. برخی از کودکان به‌طور موقت از آنها استفاده می‌کنند تا بتوانند به تنهایی غذا بخورند، در حالی که برخی دیگر از کودکان به آنها نیاز طولانی مدت دارند. برخی از کودکان از لوله‌های تغذیه برای تکمیل رژیم غذایی دهان خود استفاده می‌کنند، در حالی که برخی دیگر فقط به آنها تکیه می‌کنند.

### ICU
لوله‌های تغذیه اغلب در بخش مراقبت‌های ویژه (ICU) برای تأمین تغذیه افرادی که به شدت بیمار هستند و باتوجه به شرایط پزشکی آنان، استفاده می‌شود. در سال ۲۰۱۶ در مورد اینکه آیا لوله‌های معده منجر به نتایج بهتر می‌شوند، اتفاق نظر وجود نداشت.